# Antonio José Rodas
Antonio José Rodas (Resistencia, 6 de abril de 1961) es un político argentino del Partido Justicialista que se desempeña como senador nacional por la provincia del Chaco desde 2019.

## Biografía
Nacido en Resistencia (Chaco) en 1961, se radicó en la vecina localidad de Fontana. Miembro del Partido Justicialista (PJ), en 1991 fue elegido concejal de dicho municipio y en 1995, por primera vez como intendente. Ese mismo año estalló un conflicto salarial con los empleados municipales, derivando en incidentes con el saldo de un empleado fallecido. La localidad fue intervenida por el legislativo provincial y Rodas fue cesado en su cargo. Además, fue acusado y detenido por malversación de fondos, siendo absuelto al año siguiente.
Entre 2007 y 2010, se desempeñó como asesor de Jorge Capitanich, primero en el Senado de la Nación y luego en la gobernación del Chaco. En 2010 regresó a la intendencia de Fontana, en elecciones adelantadas por la renuncia del entonces intendente. Fue reelegido en 2015 y se volvió a postular en 2019.
En las elecciones legislativas de 2019, fue candidato a senador nacional suplente en la lista del Frente de Todos en la provincia del Chaco, encabezada por Jorge Capitanich. La misma superó el 56% de los votos, resultado elegidos Capitanich y María Inés Pilatti Vergara. Sin embargo, Capitanich renunció antes de asumir y Rodas asumió en el Senado en su lugar, con mandato hasta 2025.
En la cámara alta, integra como vocal las comisiones de Justicia y Asuntos Penales; de Presupuesto y Hacienda; de Asuntos Administrativos y Municipales; de Agricultura, Ganadería y Pesca; de Ambiente y Desarrollo Sustentable; de Deporte; y de Salud. En 2020, votó en contra de la ley de Interrupción Voluntaria del Embarazo que legalizó el aborto en Argentina.